# Lietuvos ūkininkas
«Летуво́с у́кининкас» («Lietuvos ūkininkas», «Литовский хозяин») — либеральная еженедельная литовская газета. Начала выходить вместо выходившего в Малой Литве в 1890—1905 годах журнала «Укининкас» („Ūkininkas“).

## Вильна
Выходила в Вильне с 1 (14) декабря 1905 до 16 (29) июля 1915 и с 23 ноября по 25 декабря 1918. В 1905—1915 и 1918 годах был органом Демократической партии Литвы. Издателем был Йонас Вилейшис, с 1906 года — Фелиция Борткявичене.  
Фактическими редакторами были Повилас Вишинскас (1905), Антанас Сметона (1905—1906), Юозас Тубялис, Йонас Яблонскис (1905—1906), Миколас Слежявичюс (1907—1908), Пранас Русяцкас (1908, 1912—1914), Казис Гринюс (1909), Фелиция Борткявичене и другие.
Публиковались материалы по экономике, сельскому хозяйству, торговле, а также по вопросам культуры, просвещения, воспитания.
С газетой сотрудничали Юозас Бальчиконис, писатель Йонас Билюнас, Казис Бинкис, Вацловас Биржишка, Пеликсас Бугайлишкис, Казимерас Буга, Бутку Юзе, Людас Гира, Юлюс Янонис, Габриеле Пяткявичайте-Бите, Балис Сруога, Жемайте и другие выдающиеся общественные и политические деятели, писатели и публицисты.

## Каунас
Еженедельная газета с тем же названием была возобновлена 6 января 1919 в Каунасе. Выходила до августа 1940. Издателем с 1920 года значилось общество „Varpas“. Была органом Союза крестьян Литвы, с 1923 года стал газетой Союза крестьян-народников Литвы. Тираж достигал 15 тысяч экземпляров (1933).